# Beni-Snassen

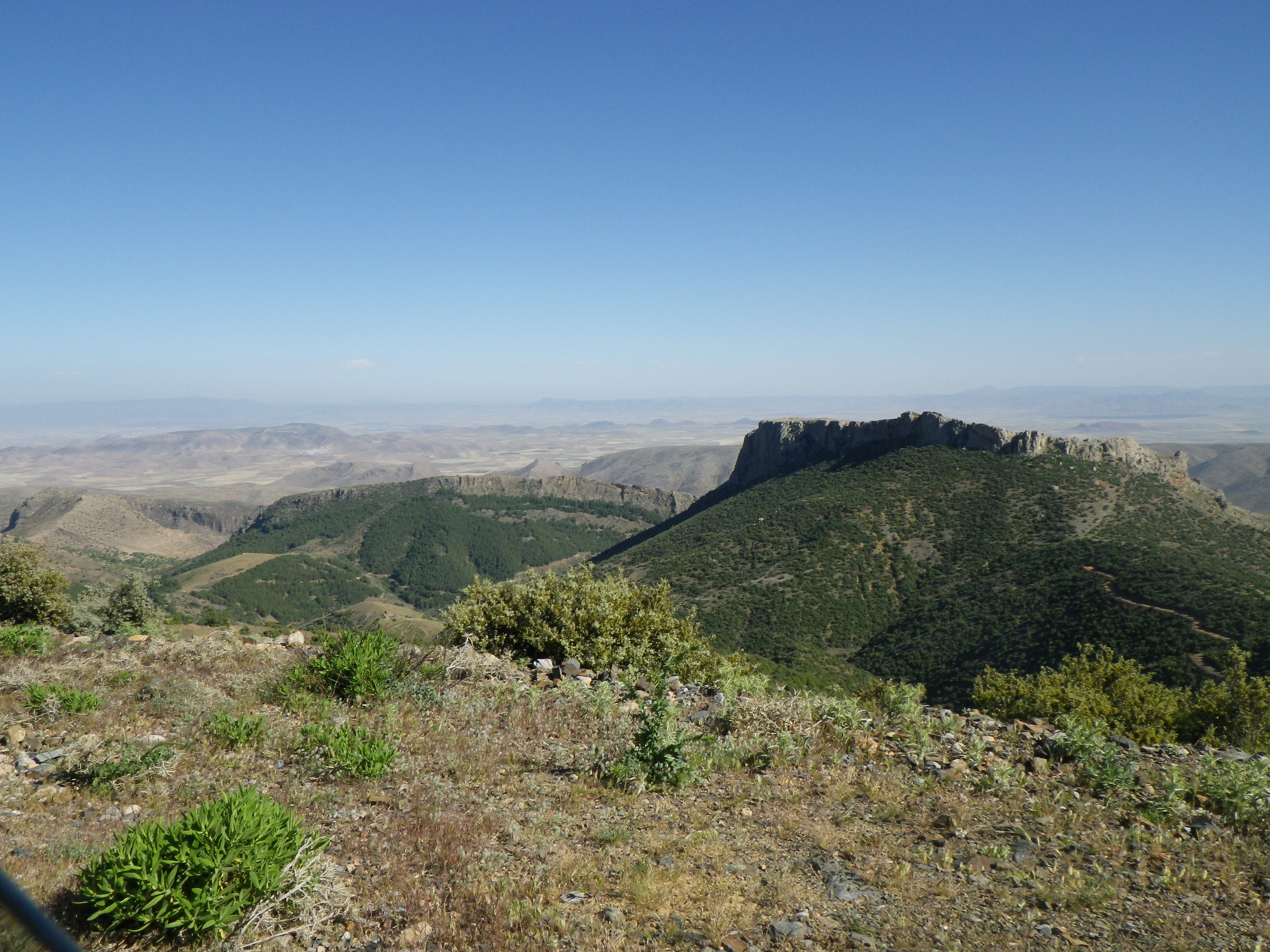
Landschaft im Beni-Snassen-Gebirge

Als Region Beni-Snassen (auch Beni Iznassen oder Iznassen) bezeichnet man eine Berglandschaft im Nordosten Marokkos zwischen der Provinz Berkane (außer Saidia) und der Präfektur Oujda-Angad, nordwestlich der geschlossenen Grenze zwischen Marokko und Algerien.

## Bewohner
Das Beni-Snassen-Gebirge ist seit mehr als zwei Jahrhunderten das Territorium des arabisierten zenetischen Berberstamms der Beni Iznassen. Die Bevölkerung spricht überwiegend Arabisch und Tarifit.

## Städte
Die wichtigsten ländlichen Städte und Dörfer des Gebietes Beni-Snassen sind:
- Beni Drar (بني درار)
- 'Ain Sfa (عين صفا)
- Beni Khaled (بني خالد)
- Ahfir (احفير)
- Aghbal (اغبال)
- 'Aichoun (عيشون)
- 'Ain Reggada (عين ركادة)
- Lemris (لمريس)
- La'tamna (لعتمنة)
- Cafemaure (كافيمور)
- Fezouane (فزوان)
- Berkane (بركان)
- Madagh (مداغ)
- Chara'a (شراعة)
- Aklim (اكليم)
- Zegzel (زكزل)
- Mahjouba (محجوبة)
- Tafoughalt (تفوغالت)